# Palliduphantes epaminondae
Palliduphantes epaminondae là một loài nhện trong họ Linyphiidae.
Loài này thuộc chi Palliduphantes. Palliduphantes epaminondae được Paolo Marcello Brignoli miêu tả năm 1979.